# Sandjak
Sancak, sandjak eller sanjak, (tyrkisk for «fane»; udtales /sɑndʒɑk/; undertiden også liva) var i Det osmanniske rige en administrativ underinddeling af en region (vilajet).